# 서울여자중학교
서울여자중학교(서울女子中學校)는 대한민국 서울특별시 마포구 염리동에 있는 공립 중학교이다.

## 학교 연혁
- 1955년 3월 7일 : 마포여자중학교(12학급) 설립 인가
- 1955년 4월 6일 : 초대 김린수 교장 취임
- 1955년 4월 23일 : 마포 여자 중학교 개교식
- 1958년 1월 22일 : 본관 신축 교사(14개 교실) 준공
- 1960년 6월 2일 : 서울여자중학교로 교명 변경 인가(21학급)
- 2003년 4월 18일 : 학생식당 및 정보종합센터 개관식
- 2023년 1월 4일 : 제67회 졸업식 221명 졸업(졸업생 수 30,113명)
- 2023년 3월 1일 : 제24대 맹보영 교장 취임
- 2023년 3월 2일 : 제70회 입학식 218명 입학
- 2025년 4월 23일 : 개교 70주년

## 참고 자료
- 서울여자중학교 - 한국교육학술정보원 학교알리미